# Хорсенс
Хо́рсенс (дат. Horsens) — город в Дании, на востоке полуострова Ютландия, центр одноимённой коммуны. Порт на берегу Хорсенс-фьорда, железнодорожный узел. Родина Витуса Беринга.

## История
Основан в XI или XII веке. Был укреплённым городом с несколькими монастырями. В 1442 году получил первую торговую хартию и к XVIII веку стал коммерческим центром.
Хорсенс — один из самых очаровательных и древнейших городов Дании. Когда-то на этом месте располагалось поселение викингов. Город имел торговую хартию, выгодное расположение и удобный порт, на прилегающих землях разводили скот, в частности, лошадей. Отсюда и название города: Horsens (от hors i næs, «лошадь» и «полуостров»). Границы старого города времен викингов и рост городских районов всех последующих эпох достаточно легко проследить в историческом центре города.

## Достопримечательности

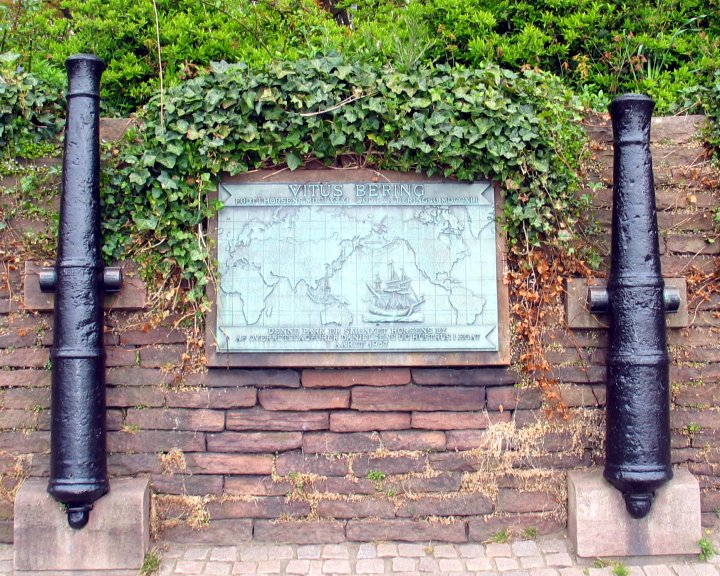
Парк имени Витуса Беринга

На окраине Хорсенса расположена одна из самых старых церквей Дании — Тампрудская. Её основание совпало с принятием Данией христианства. В Тампрудской церкви сохранились практически в первозданном виде интереснейшие фрески — одни из старейших в Дании.
Хорсенс — это настоящий город церквей. Помимо Тампрудской, здесь имеется ещё более 20 храмов.
На Змеином холме рядом с Хорсенсом расположены живописные руины замка короля Эрика Менведа. Этот замок процветал в 1320—1618 гг., но затем был заброшен, а впоследствии обветшал. Неподалёку от замка расположены руины бенедиктинского монастыря.
Есть часовня францисканского монастыря, церковь Спасителя (дат. Vor Frelsers Kirke) в романском стиле (XIII век), музей, несколько купеческих домов XVIII века.
На улице Боллер-Шлотсвей находится дворянская резиденция XVI века: старинный дом в окружении парка с садом фуксий и садом целебных растений.
На улице Гарсвей располагается широко известный Индустриальный музей.
Хорсенс — место рождения Витуса Беринга. Великому Берингу в Хорсенсе посвящён специальный музей. В его честь названа центральная площадь и разбит парк.
После 1780 года в городе по договорённости датского правительства с Екатериной II до конца своей жизни в практической изоляции проживали принцы и принцессы Брауншвейгского семейства — дети Антона Брауншвейгского и Анны Леопольдовны, братья и сёстры Ивана VI. В это время Данией фактически правила королева Юлиана-Мария, сестра Антона Брауншвейгского.

## Археология
На берегу Хорсенс-фьорда были найдены три весла из ясеня возрастом 4,7 тыс. — 4,5 тыс. лет до н. э. Вёсла были созданы представителями культуры Эртебёлле.

## Промышленность
Сталелитейное производство, машиностроение (оборудование электротехническое, текстильное и др.), пищевая, табачная промышленность.

## Университет имени Витуса Беринга
В Хорсенсе находится крупный международный университет, названный в честь Витуса Беринга. С 2008 года, после его объединения с университетом «Альфа-Центр», Среднезападным Центром Высшего образования, Вита-центром высшего образования и Университетским Колледжем Ютландии переименован в VIA University College.
В университете обучается более 20 000 студентов из разных стран, в том числе из России, и работает около 2 000 преподавателей. Обучение проходит по 50 различным техническим и экономическим специальностям.

## Города-побратимы
- Нокиа, Финляндия
- Блёндюоус, Исландия
- Мосс, Норвегия
- Карлстад, Швеция
- Талдыкорган, Казахстан